# Yūto Kazama
Yūto Kazama (jap. 風間 勇刀 Kazama Yūto; ur. 30 września 1970 w Tokio) – japoński aktor głosowy związany z agencją Accent.

## Role głosowe
- Bakuman 2 – Soichi Aida
- Busō Renkin – Hideyuki Okakura
- Digimon Adventure –
  - Yamato Ishida,
  - Gazimon,
  - MetalSeadramon
- Digimon Adventure 02 –
  - Yamato Ishida,
  - Najstarszy z Braci Boi,
  - Kuwagamon,
  - Pan Washington
- Pokémon – Homura
- Tennis no ōjisama – Billy Cassidy
- To Love-Ru – Decamarron
- Transformerzy: Cybertron –
  - Snarl,
  - Menasor